# Come and Join Us
Come and Join Us (с англ. — «Приходите и присоединяйтесь к нам») — второй студийный альбом христианской рок группы Petra, выпущенный в 1977 году.

## Об альбоме

### Производство
В качестве вокалистов были приглашены несколько музыкантов: Стив Кэмп, Остин Робертс и Грега Икс Волц (приглашен в качестве барабанщика).
Кроме того, этот альбом принёс миру песню «God Gave Rock&Roll To You», быстро ставшую популярной и требуемой публикой на концертах. Однако Бобу Хартману пришлось пойти на компромисс: во-первых, он хотел назвать альбом «God Gave Rock & Roll To You», но Myrrh Records сочла это название неподходящим; а во-вторых, в альбом не вошла песня «Killing My Old Man», так как Myrrh Records решила, что люди неправильно интерпретируют эту песню и поймут её буквально. Впрочем, позже эта песня была включена в альбом Never Say Die.
Come And Join Us получился более сильным, чем дебютная работа, хотя блокбастером, как этого ожидали Petra, он не стал. Кроме того, из-за плохой распродажи Myrrh Records разорвали контракт с «Petra», и группа оказалась на грани преждевременного исчезновения. Однако, они упорно продолжали нажимать на газ.
Не вешая нос из-за отсутствия контракта, «Petra» просто продолжали делать то, что было их первоначальной целью — давать концерты и говорить публике об Иисусе. Они избороздили всю страну, заряжая толпы своей музыкой и неся евангелие аудитории. Группа стала известной благодаря своим пылким выступлениям и таким хитам, как «Killing My Old Man» и «Disciple». А 45-минутная версия композиции «Backslidin' Blues» с затяжными гитарными, басовыми и ударными соло непрестанно приводила массы в неописуемый восторг.
Однажды, все ещё в период туров без контракта, к группе обратились представители молодой звукозаписывающей фирмы «Star Song Records». В восхищении от планов и потенциала «Petra», они вручили им письмо с предложением контракта. Музыканты были рады такому повороту событий и подписали контракт.

### Стиль
Come and Join Us продолжает стиль похожий на предыдущий альбом, который является чем-то средним между Кантри и Южным роком. Тем не менее, музыка стала более ориентирована на рок-звучание, а тексты песен стали более броскими. Как и в предыдущем альбоме — нет солиста как такового. Вместо этого, вокальные обязанности разделяют гитарист Боб Хартман, Грег Хоу и некоторые приглашённые певцы. Один из гостей певцов был Грег Икс Волц, который позже стал лидирующим вокалистом группы.

## Обложка альбома
Обложку делал Деннис Беллили, а логотип группы был разработан Крейгом Йоу (Yoe-Yoe Studio).

## Список композиций
Все песни написаны Бобом Хартманом, за исключением отмеченных.
- «God Gave Rock and Roll to You» (Русс Баллард) — 5:35
- «Ask Him In» — 3:30
- «Sally» (Хоу) — 4:25
- «Without You I Would Surely Die» (Хоу) — 4:27
- «Come and Join Us» — 4:39
- «Where Can I Go» — 3:51
- «Holy Ghost Power» — 2:26
- «Woman Don’t You Know» (Хартман и Хоу) — 3:39
- «God Gave Rock and Roll To You» (Баллард) — 2:48

## Над альбомом работали
Petra
- Боб Хартман — гитара, банджо, вокал
- Грег Хоу — гитара, мандолина, вокал
- Джон ДеГрофф — Бас-гитара
- Билл Гловер — барабаны, перкуссия

Приглашённые музыканты
- Стив МакЕлия — клавиши
- Стив Мерген — перкуссия
- Аллен C. Хорнунг — перкуссия
- Стив Феффер — ударные
- Коубел Боб — перкуссия
- Стив Кэмп — перкуссия, вокал
- Грег Икс Волц — вокал
- Карен Моррисон — вокал
- Остин Робертс — вокал

Запись
- Терри Джеймисон — инженер
- Аллен C. Хорнунг, Билл Ольшевский — помощник инженера
- Записано в Golden Voice Studios, Саут-Пикин, Иллинойс

Производство
- Остин Робертс — продюсер